# 鼓楼区 (福州市)
鼓楼区（ころうく）は中華人民共和国福建省福州市に位置する市轄区。

## 名称
1069年（熙寧2年）、長楽府知府である程師孟が城楼に水時計を設置し、時刻を知らせたことより鼓楼と称されるようになった。

## 行政区画
下部に9街道、1鎮を管轄する
- 街道
  - 鼓東街道、鼓西街道、温泉街道、東街街道、南街街道、安泰街道、華大街道、水部街道、五鳳街道
- 鎮
  - 洪山鎮

## 交通

### 鉄道
- 福州地下鉄
  - 1号線
  - 2号線
  - 4号線

### 道路
- 高速道路
  -  福州環状高速道路（中国語版）

## 出身者
- 林則徐 - 官僚・政治家
- 沈葆楨 - 官僚
- 薩鎮氷 - 軍人・政治家
- 林長民 - 政治家・教育者
- 林覚民 - 革命家
- 謝冰心 - 作家・詩人
- 呉清源 - 囲碁棋士

## 施設
- 福建省奥林匹克体育中心